# Wenluo (köpinghuvudort i Kina, Hainan Sheng, lat 18,52, long 109,95)
Wenluo är en köpinghuvudort i Kina. Den ligger i provinsen Hainan, i den södra delen av landet, omkring 170 kilometer söder om provinshuvudstaden Haikou. Antalet invånare är 13 481. Befolkningen består av 6 203 kvinnor och 7 278 män. Barn under 15 år utgör 20,0 %, vuxna 15-64 år 71 %, och äldre över 65 år 7,0 %.
Närmaste större samhälle är Yingzhou, 15,3 km sydväst om Wenluo. Omgivningarna runt Wenluo är en mosaik av jordbruksmark och naturlig växtlighet.
Genomsnittlig årsnederbörd är 2 321 millimeter. Den regnigaste månaden är oktober, med i genomsnitt 357 mm nederbörd, och den torraste är januari, med 23 mm nederbörd.